# Arbitrary Lagrangian Eulerian
Die Arbitrary-Lagrangian-Eulerian-Methode (ALE-Methode) ist in der numerischen Strömungsmechanik eine Möglichkeit, eine eulersche mit einer lagrangeschen Formulierung zu koppeln, um etwa Freie-Oberflächen-Probleme, Mehrphasenströmungsprobleme oder Fluid-Struktur-Kopplungs-Probleme zu lösen.
Für die Beschreibung der Bewegung im Raum gibt es zwei unterschiedliche Betrachtungsweisen:
- bei einer Beschreibung nach Lagrange bewegt sich der Beobachter mit dem bewegten Körper mit. Diese Beschreibung wird häufig in der Festkörpermechanik eingesetzt.
- In der Strömungsmechanik ist es häufig einfacher, das Strömungsfeld in einem ortsfesten Volumen zu beschreiben, ohne sich dabei um die Wege einzelner Teilchen zu kümmern. Man bezeichnet dies als eulersche Beschreibungsweise.

Die ALE-Methode verbindet die Vorteile dieser beiden Betrachtungsweisen: Zu Beginn einer Simulationsrechnung wird das Ausgangsnetz in lagrangescher Form diskretisiert. Erhalten einzelne Teilbereiche des Netzes durch eine Veränderung eine ungünstige Geometrie, so werden die Elementknoten soweit verschoben, dass ein numerisch instabiles Netz vermieden wird.
Diese Methodik besitzt gegenüber anderen Adaptionsverfahren den Vorteil, dass sowohl die Anzahl der Knoten als auch die Anzahl der Elemente erhalten bleibt. 

## Einsatzbeispiele
Folgende Fragestellungen können für den Einsatz der Arbitrary-Lagrangian-Eulerian-Methode in Betracht kommen:
- Einströmen von Gas in einen Airbag (Fluid-Struktur-Kopplung).
- Spritzen eines Fluids in einem Tank (Freie Oberfläche).